# ミス・ユニバース1964
ミス・ユニバース1964（第13回ミス・ユニバース世界大会）は1964年8月1日にアメリカ合衆国フロリダ州マイアミビーチコンベンションホールで開催された。ギリシアのコリナ・ツォペイーが優勝し、前年のタイトル保持者、ブラジルのイエダ・マリア・バルガスから栄冠を授けられた。彼女はギリシア初の、そして現在まで唯一のミス・ユニバースである。日本からは松本千都子、アメリカ統治下の沖縄からはトヨコ・ウエハラが出場した。

## 最終結果

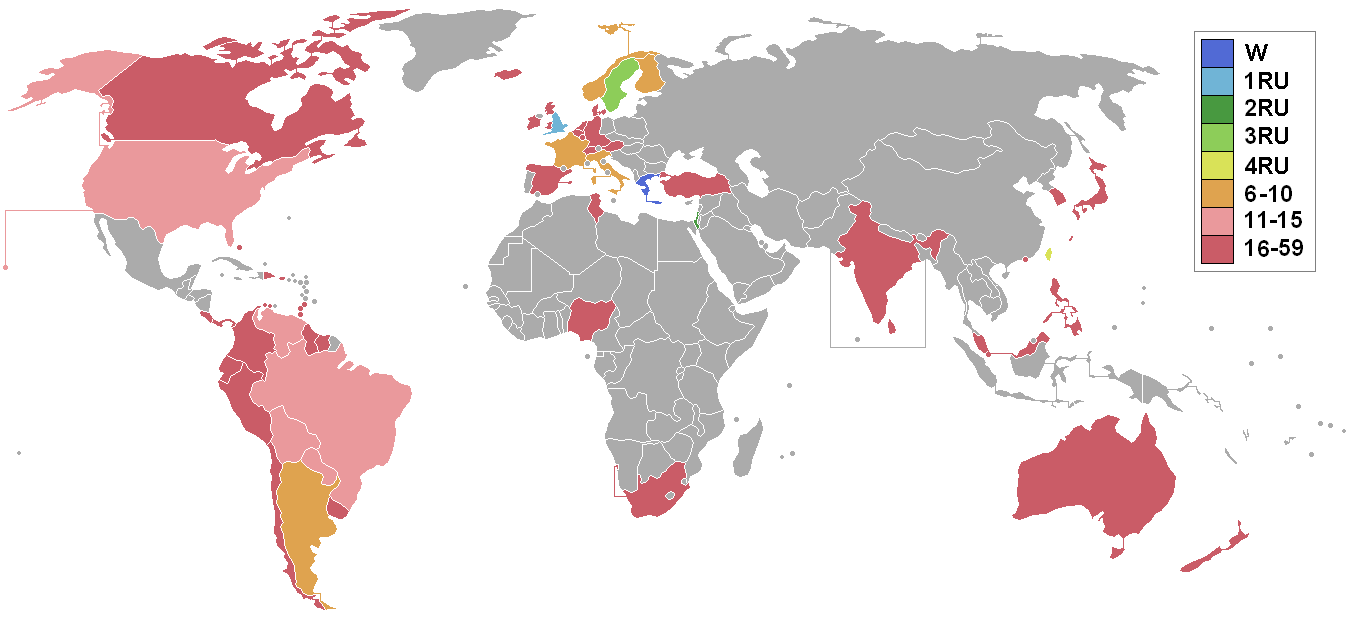
ミス・ユニバース1964の参加国と最終結果

### 入賞者
| 最終結果             | 参加者 |
| -------------------- | --- |
| ミス・ユニバース1964 | - ギリシア - コリナ・ツォペイー（Corinna Tsopei） |
| 第2位                | - イングランド - ブレンダ・ブラックラー（Brenda Blackler） |
| 第3位                | - イスラエル - ロニット・リナット（Ronit Rinat） |
| 第4位                | - スウェーデン - シヴ・マルタ・アバーグ（Siv Märta Åberg） |
| 第5位                | - 中華民国 - ラナ・ヨウイ（Lana Yu Yi） |
| トップ10             | - アルゼンチン - マリア・ラミレス - フィンランド - シルパ・ワレニウス - フランス - エディット・ノエル - イタリア - エマヌエラ・ストラマナ - ノルウェー - ヨルン・バルン                                       |
| トップ15             | - ボリビア - オルガ・モニカ・デル・カルピオ・オロペサ - ブラジル - アンジェラ・バスコンセロス - パラグアイ - ミリアム・リアルト・ブルガーダ - アメリカ - ボビ・ジョンソン - ベネズエラ - メルセデス・レベンガ |

### 特別賞
- カリフォルニア州 - ミス・アミティー（ジーン・ベネイブルズ）
- イタリア - ミス・フォトジェニック（エマヌエラ・ストラマナ）
- オランダ - ベスト・ナショナル・コスチューム（ヘニー・デウル）